# Joel López Salguero
Joel López Salguero (Barcelona, 31 de marzo de 2002), más conocido como Joel López, es un futbolista español que juega como defensa en el Celta de Vigo "B" de la Primera Federación.

## Clubes
| Club                         | País       | Año       |
| ---------------------------- | ---------- | --------- |
| FC Barcelona Cadete A        | España     | 2017-2018 |
| FC Arsenal U18               | Inglaterra | 2018-2020 |
| Arsenal FC U21               | Inglaterra | 2020-2022 |
| Cultural y Deportiva Leonesa | España     | 2022-2023 |
| Celta de Vigo "B"            | España     | 2023-act. |